# Diaea ocellata
Diaea ocellata là một loài nhện trong họ Thomisidae.
Loài này thuộc chi Diaea. Diaea ocellata được William Joseph Rainbow miêu tả năm 1898.